# Tölgyesi Adrienn
Tölgyesi Adrienn (Ajka, 1988. július 15. –) válogatott labdarúgó, hátvéd. Jelenleg a Nagypáli NLSE labdarúgója.

## Pályafutása

### Klubcsapatban
2004-ben az Ajka-Padragkút csapatában kezdte a labdarúgást. 2006 és 2008 között a Gizella Veszprémi SE együttesében játszott. 2008 óta a Nagypáli NLSE labdarúgója.

### A válogatottban
2009-ben a belgrádi Universiade-n két, nem hivatalos mérkőzésen szerepelt a válogatottban.

## Statisztika

### Mérkőzései a válogatottban
| Magyarország | Magyarország    | Magyarország  | Magyarország | Magyarország | Magyarország | Magyarország | Magyarország | Magyarország |
| #            | Dátum           | Helyszín      | Hazai        | Eredmény     | Vendég       | Kiírás       | Gólok        | Esemény      |
| ------------ | --------------- | ------------- | ------------ | ------------ | ------------ | ------------ | ------------ | ------------ |
|              | 2009. július 2. | Belgrád (SRB) | Magyarország | 2 – 3        | Írország     | Universiade  | -            | 88'          |
|              | 2009. július 6. | Belgrád       | Szerbia      | 5 – 0        | Magyarország | Universiade  | -            | 60'          |
|              | Összesen        |               |              | 0            | mérkőzés     |              | 0            | gól          |